# Маєрсвілл (Міссісіпі)
Маєрсвілл (англ. Mayersville) — місто (англ. town) в США, в окрузі Іссаквена штату Міссісіпі. Населення — 433 особи (2020).

## Географія
Маєрсвілл розташований за координатами 32°53′47″ пн. ш. 91°2′48″ зх. д. / 32.89639° пн. ш. 91.04667° зх. д. (32.896409, -91.046676).  За даними Бюро перепису населення США в 2010 році місто мало площу 2,85 км², уся площа — суходіл.

## Демографія
Згідно з переписом 2010 року, у місті мешкало 547 осіб у 125 домогосподарствах у складі 78 родин. Густота населення становила 192 особи/км².  Було 136 помешкань (48/км²).
Расовий склад населення:
| - 89,2 % — чорних або афроамериканців - 10,4 % — білих |

До двох чи більше рас належало 0,4 %. Частка іспаномовних становила 0,7 % від усіх жителів.
За віковим діапазоном населення розподілялося таким чином: 15,5 % — особи молодші 18 років, 74,4 % — особи у віці 18—64 років, 10,1 % — особи у віці 65 років та старші. Медіана віку мешканця становила 28,9 року. На 100 осіб жіночої статі у місті припадало 257,5 чоловіків;  на 100 жінок у віці від 18 років та старших — 288,2 чоловіків також старших 18 років.
Середній дохід на одне домашнє господарство  становив 22 888 доларів США (медіана — 14 632), а середній дохід на одну сім'ю — 25 900 доларів (медіана — 22 813). За межею бідності перебувало 43,1 % осіб, у тому числі 65,2 % дітей у віці до 18 років та 13,2 % осіб у віці 65 років та старших.
Цивільне працевлаштоване населення становило 52 особи. Основні галузі зайнятості: публічна адміністрація — 26,9 %, роздрібна торгівля — 25,0 %, освіта, охорона здоров'я та соціальна допомога — 19,2 %, сільське господарство, лісництво, риболовля — 13,5 %.